# Ascensor espacial

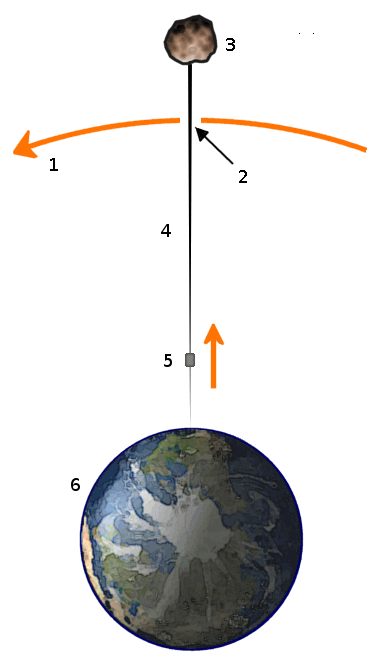
Diagrama d'un ascensor espacial: 1. Òrbita geoestacionaria, 2. Centre de mases, 3. Contrapès, 4. Cable, 5. Cabina, 6. Terra (dibuix sense escala)

Un ascensor espacial és un sistema de transport teòric que pretén reduir els costos d'enviament de càrregues a l'espai, mitjançant una estructura guia i un vagó o muntacàrregues, que possibiliti el subministrament d'energia a mesura que puja, contràriament als coets, que empren la major part del combustible en aixecar el combustible restant per a la resta del viatge, i la seva càrrega útil és reduïda.
La idea base de la qual prové l'ascensor espacial és la de la força centrífuga, que provoca que, si es fa girar una corda amb un pes a l'extrem, es manté la corda tensada.
A escala de la terra, un cable ancorat a l'equador i desplegat a banda i banda del cinturó geoestacionari de manera que la força centrífuga del conjunt sigui superior a la força centrípeta, proporcionaria l'estructura tensada requerida perquè el muntacàrregues s'hi enfili, sempre que el material sigui capaç de resistir les tensions involucrades.
- Cal que la força centrífuga sigui superior, i no igual, a la centrípeta, perquè en penjar-hi el muntacàrregues, no s'ensorri, i també perquè si es trenca el cable, almenys la part de dalt se'n vagi cap amunt i no caigui perjudicant algú.

- El cable no seria completament vertical sinó lleugerament inclinat en el sentit de rotació de la terra, de manera que, en pujar, la força de la pujada del muntacàrregues tingui una component tangencial que li permeti guanyar velocitat tangencial per mantenir la velocitat rotacional i amb ella, la posició geoestacionària. De la mateixa manera, en baixar cal disminuir la velocitat tangencial, per mantenir la posició geoestacionària.

- Un contrapès a l'extrem tensaria l'últim tram i faria més estable la posició de l'extrem malgrat els desplaçaments de la base (necessaris per desplaçar el cable per a esquivar elements de risc) i els desplaçaments del muntacàrregues.

L'ascensor permetria situar moltes càrregues en òrbita amb un cost baix, fent-les pujar a velocitat sostinguda, però força inferior a la desenvolupada pels coets, (a menys velocitat cal menys energia per fer el mateix treball) fins a l'altitud desitjada.

## Història
- Konstantín Tsiolkovski, pioner de l'astronàutica va ser el primer que va proposar la idea, arran de la seva visita a la Torre Eiffel a París, el 1895.
- Iuri Artsutanov ha estat reconegut com el pare de l'invent en l'època moderna en proposar-ho en l'article «Cap al Cosmos en tren elèctric» al diari Komsomólskaia Pravda el 1960.
- Arthur C. Clarke el va divulgar el 1979 en la seva novel·la The Fountains of Paradise (Les Fonts del Paradís). En una conferència, en veure que la gent no se'l prenia seriosament, va dir que l'ascensor de l'espai seria realitat cinquanta anys després que la gent parés de riure-se'n.

## Resultats recents
La tasca més difícil per construir l'ascensor espacial és aconseguir un cable de suficient resistència mecànica específica (igual a resistència mecànica / densitat), és a dir que cal un material prou resistent i lleuger per a bastir un cable de 100.000 km (62.000 Milles) de llargada.
La descoberta el 1991 del material format per nanotubs de carboni (en anglès CNT, carbon nanotubes), que és cent vegades més resistent i quaranta vegades més lleuger que l'acer, ha fet pensar que s'està en camí de tenir un trenat capaç de resistir la tensió adequada.
Per a la transmissió energètica la solució acceptada és la transmissió mitjançant raig làser.
Bona part de la investigació recent es deu a l'empenta de Bradley C. Edwards, en el marc del NIAC (Institut de la NASA de Conceptes Avançats), com a director de l'ISR (Institut de Recerca Científica), i després a CDI (Carbon Designs Inc.).

## El concurs de tecnologia
El 2004 la societat "Spaceward Foundation" va instituir un concurs anual per a premiar els qui siguin capaços de desenvolupar:
1. un cable que superi en 50% la resistència mecànica específica del que hagi guanyat l'any anterior i superi la dels existents al mercat
2. el giny muntacàrregues que pugi pel cable, sense fer-lo malbé, maximitzi el rendiment de l'energia enviada des de terra, i superi una velocitat mínima estipulada per a una càrrega fixada.

La web del concurs es va dir inicialment Elevator2010.org per la pretensió d'aconseguir una bona solució cap a l'any 2010. La web actual és www.spaceelevatorgames.org La NASA participa en aquests concursos incloent-los en la sèrie de concursos tecnològics "Centennial Challenges" (Reptes del Centenari), llistats com a "Tether Challenge" (Repte de la corda), i "Power Beam Challenge" (Repte del Raig d'energia), mitjançant aportacions al premi.

## Recerca a Catalunya
Un equip de la UPC anomenat "Recens Team", liderat per José Antonio Casas, participà en el segon concurs per al giny muntacàrregues i sistema de transmissió de l'energia. El concurs tingué lloc del 20 al 21 d'octubre de 2006 a Las Cruces (Nou Mèxic USA).
Malauradament la participació no va ésser possible, per extraviació del material, segons la següent ressenya:
>> Per als equips europeus la meitat del repte ha estat arribar a lloc amb el material [... per culpa de problemes de control de duanes per la seguretat].
>> Estudiants espanyols van embarcar el material abans de viatjar, però en arribar van comprovar que el seu aparell s'havia perdut pel camí. "No sabem on és ara", digué Elisenda Bou, que es va prestar voluntàriament a ajudar un equip americà [... Star Climber juntament amb el seu company d'equip José A. Casas].

## En una ullada
- L'Ascensor espacial es compon d'una cinta, que té una secció d'àrea la meitat de la d'un llapis, i s'estén des d'una plataforma marítima o vaixell fins a molt més enllà de l'òrbita geosincrònica.
- La cinta es manté tibada per culpa de la rotació de la terra (i la del contrapès al voltant de la terra). A baix de tot estira l'àncora amb una força de 20 tones aprox.
- Vehicles elèctrics, dits escaladors o muntacàrregues, pugen per la cinta gràcies a l'electricitat generada per captadors fotovoltaics que capten el raig de llum làser generat des de terra.
- A més de pujar càrregues de terra a l'òrbita, l'ascensor pot alliberar-les directament en trajectòries d'injecció lunar o d'escapament de la terra.
- L'estructura guia pesa a l'entorn de 1500 tones, inclòs el contrapès, i pot aguantar 15 tones de càrregues.
- La cinta té 100.000 km de llargada, 90 cm d'ample, i és més fina que un full de paper. Està feta del material nanotubs de carboni.
- Els ginys muntacàrregues viatjaran a una velocitat sostinguda, no tindran acceleracions ni vibracions, podran dur càrregues grans i fràgils, i no hauran d'emmagatzemar combustible.
- Les desferres en òrbita s'evitaran movent la plataforma d'ancoratge, i la cinta està feta de manera que hi rellisquin la majoria dels impactes menors.
- L'ascensor es pot fer més llarg aprofitant-lo per a portar més peces a destinació. No hi ha límit en la llargada possible de l'Ascensor de l'Espai.

## Preguntes freqüents
Vegeu ref. "Què passa si ...". i preg. freqüents
- Què passa si es trenca la cinta ?
  - El tros de dalt se'n va cap amunt i el tros de baix cau. En comptes de caure en un sol lloc s'escamparia per la terra, seria com si caigués una cinta emprenyadora.
- Què passa amb les desferres espacials, els huracans, els llamps, els terroristes ?.
  - Hi ha molts factors de risc a l'ascensor espacial.
    - Les desferres espacials s'eviten desplaçant el vaixell o plataforma marítima on s'ancora la base. Les desferres espacials estan vigilades. Quan s'hi troba l'Estació Espacial Internacional, és desplaçada per a evitar-les. La cinta està feta de manera que hi rellisquin les desferres petites.
    - Els huracans no són cap problema, ja que la base està ancorada a l'equador.
    - Altres fenòmens meteorològics com els llamps poden evitar-se majoritàriament desplaçant la plataforma.
    - Els problemes de seguretat es poden reduir situant la plataforma en un lloc remot de manera que el seu perímetre es pugui salvaguardar.